# Konungsgurtha
Konungsgurtha (del nórdico antiguo: Corte del Rey) fue la residencia real de los vikingos de Jórvík que aparece registrada en anales del siglo XIV sobre el emplazamiento del núcleo principal del palacio a finales del siglo IX y presuntamente ubicada en las afueras de la puerta oeste de la antigua fortaleza romana de la ciudad de York (en latín: porta principalis sinistra), probablemente la mejor defendible.